# Laura Siegemund
Pour les articles homonymes, voir Siegemund.
Laura Natalie Siegemund, née le 4 mars 1988 à Filderstadt, est une joueuse de tennis allemande.
Elle compte deux titres en simple et seize titres en double dames sur le circuit WTA.
Elle a remporté l'épreuve du double mixte à l'US Open aux côtés de Mate Pavić, en 2016 et Roland-Garros 2024 aux côtés du joueur français Édouard Roger-Vasselin.

## Carrière professionnelle
Laura Siegemund a remporté onze tournois en simple et vingt en double sur le circuit ITF. Elle remporte en 2015 son premier titre WTA en double à Bois-le-Duc avec l'Américaine Asia Muhammad.

### 2016. Quart de finale aux Jeux olympiques et premier titre
À l'Open d'Australie, elle passe Kiki Bertens, puis la tête de série numéro 19, Jelena Janković (3-6, 7-65, 6-4), avant de chuter (0-6, 4-6) lourdement au troisième tour contre sa compatriote Annika Beck.
En avril sur terre battue à Charleston, elle passe Patricia Maria Țig (4-6, 6-3, 6-3), puis la tête de série numéro 8, Madison Keys (63-7, 6-4, 6-4) et Mirjana Lučić-Baroni (7-5, 6-2). Elle s'incline en quart contre la qualifiée Elena Vesnina (5-7, 4-6), future finaliste. Laura continue la terre battue intérieur du tournoi Premier de Stuttgart alors issue des qualifications, elle réalise une grosse semaine en parvenant en finale. Au premier tour, elle vainc Anastasia Pavlyuchenkova (6-0, 7-5), puis la 6e mondiale, Simona Halep (6-1, 6-2) assez facilement et la 8e mondiale, Roberta Vinci (6-1, 6-4) à l'aise sur terre. En demie, Laura s'offre la no 2 mondiale et tête de série numéro 1, Agnieszka Radwańska (6-4, 6-2) pour atteindre sa première finale en carrière. Mais sera vaincue par sa compatriote, Angelique Kerber 3e mondiale (4-6, 0-6) facilement.
En juillet, elle remporte son premier titre en simple à Båstad, battant en finale et en deux sets la Tchèque Kateřina Siniaková (7-5, 6-1).
Aux Jeux olympiques, elle atteint les quarts de finale en battant Tsvetana Pironkova, Zhang Shuai et Kirsten Flipkens, mais est battue par la future lauréate, Mónica Puig (1-6, 1-6) sèchement.
Un mois plus tard, elle remporte l'épreuve du double mixte de l'US Open au côté du Croate Mate Pavić, son premier sacre dans la discipline.

### 2017. Premier titre Premier et saison écourtée
Comme l'année dernière, elle va loin à Charleston jusqu'au dernier carré, battant Lesia Tsurenko (66-7, 6-2, 7-64) difficilement, puis la tête de série numéro 3 et 10e mondiale, Venus Williams (6-4, 63-7, 7-5) tout en sauvant deux balles de match ; après la tête de série numéro 15, Lucie Šafářová (6-2, 6-3) et la tête de série numéro 8, Anastasija Sevastova (6-2, 6-4). Elle est battue après 2 h 18 de jeu par Daria Kasatkina (6-3, 2-6, 1-6), la future lauréate. La semaine suivante à Stuttgart, elle bénéficie d'une wild cards et réalise un super parcours. Au premier tour, elle passe Zhang Shuai (6-2, 7-64), puis la 9e mondiale, Svetlana Kuznetsova (6-4, 6-3) et dans un gros match intense et physique, la no 3 mondiale, Karolína Plíšková (7-63, 5-7, 6-3). Elle se qualifie pour la finale en s'imposant (6-4, 7-5) contre la 5e mondiale Simona Halep. Elle remporte son second titre, le premier dans la catégorie Premier en s'imposant (6-1, 2-6, 7-65) après un gros match intense et nerveux contre la Française Kristina Mladenovic.
À Madrid, elle bat la 6e mondiale, Johanna Konta (3-6, 7-5, 6-4) mais s'incline face à Coco Vandeweghe (2-6, 6-4, 3-6). Enfin chez soi, au tournoi de Nuremberg elle abandonne contre Barbora Krejčíková au second tour après une mauvaise glissade, et se blessant au genou droit. Elle se fait opérer des ligaments croisés et mettant fin à sa saison.

### 2018. Retour de blessure
Le 14 mars 2018, Laura Siegemund reprend la compétition après 10 mois d'arrêt à la suite de sa blessure au genou en mai 2017. Elle débute au tournoi ITF de Santa Margherita Di Pula où elle est tête de série. Elle préfère démarrer dans un tournoi mineur sur terre battue.
Sur la saison elle remporte une finale en août dans un tournoi ITF à Bad Saulgau contre Alexandra Cadanțu et en octobre le Tournoi de tennis de Moscou en double avec Alexandra Panova.

### 2019. Saison mitigée, titre en double à Guangzhou
Laura Siegemund commence sa saison à Auckland, en se qualifiant comme lucky loser, avec une défaite contre Caroline Wozniacki. En double avec Alexandra Panova, elle passe le premier tour mais déclare forfait pour les quarts de finale à la suite d'une blessure.
Au tournoi d'Hobart, issue des qualifications, Laura Siegemund est battue d'entrée, en deux sets (6-3, 6-1), par Dayana Yastremska. Elle reste à la 110e place mondiale.
À la faveur d'un classement protégé, l'Allemande est présente dans le tableau principal de l'Open d'Australie. Elle bat difficilement Victoria Azarenka en trois sets et 2 h 44 (7-6, 6-4, 6-2) avant de tomber sèchement face à Hsieh Su-wei (6-3, 6-4). Malgré cette défaite précoce, elle montera de cinq places au classement. Le 29 janvier, et en tant que tête de série no 1, elle entame sa semaine au tournoi ITF de Launceston. Après avoir surclassé Destinee Aiava en deux sets (6-4, 6-1), elle chancelle face à Elena Rybakina, futur lauréate du tournoi et perd en trois sets (3-6, 6-4, 3-6). 
Son match de Fed Cup en février sera rudement perdu, Aryna Sabalenka la dominant en deux sets (6-1, 6-1). 
Défaite d'entrée à Acapulco par Johanna Konta (6-3, 6-2), Laura Siegemund revient à la 105e place après un pic à la 102e acquis mi-février. 
L'édition 2019 d'Indian Wells sera également décevante pour elle, avec une défaite au premier tour face à Markéta Vondroušová (6-4, 7-66). Elle perdra 3 places de plus. 
À Miami, elle revivra le même scénario qu'à Hobart. Après avoir victorieusement franchi les qualifications, elle tombe face à Rebecca Peterson en trois manches (1-6, 7-5, 5-7). Malgré cela, elle bondit jusqu'à la 104e place.
Pendant le tournoi de Charleston, elle vainc au premier tour Emma Navarro (7-5, 6-4) mais connaît une nouvelle défaite face à Caroline Wozniacki (2-6, 2-6). Elle réalise le même résultat que l'an passé mais s'infiltre dans le top 100, en devenant 99e.
Elle sera battue en deux sets (6-2, 7-5) par Beatriz Haddad Maia au premier tour du tournoi de Bogota. 
2018 et 2019 se refléteront à Stuttgart, où Laura Siegemund sera sortie en seizièmes par Anastasija Sevastova (6-4, 6-3) après avoir battu Lesia Tsurenko (6-2, 6-2). Elle monte à la 97e place. 
Elle ne franchira pas les qualifications de Madrid où elle sera écartée par Kristina Mladenovic en seizièmes (7-6, 6-1). 
Pendant le tournoi ITF de Trnava, Laura Siegemund atteindra ses premiers quarts de finale depuis plusieurs mois. Tête de série no 5, elle dispose de Laura-loana Diaz en deux sets (7-6, 6-3), écarte Tímea Babos (7-5, 6-4) en deux sets également mais ne parvient pas à dominer Bernarda Pera, qui conclura le match en deux manches (6-7, 4-6). Elle remonte à la 99e place, après avoir chuté à la 111e à la suite de la déconvenue de Madrid. 
Le tournoi de Strasbourg sera également une semaine positive pour l'Allemande qui atteindra les seizièmes de finale après s'être extirpée des qualifications, où elle sera finalement sortie par Aryna Sabalenka (4-6, 3-6). Laura grimpe à la 95e place. Présente d'office dans le tableau principal de Roland-Garros quatre jours plus tard (où elle reste sur une défaite au premier tour en 2018), elle écarte sans difficulté Sofya Zhuk (6-3, 6-3) mais échoue face à Belinda Bencic au tour suivant (6-4, 4-6, 4-6).
Elle se présentera dans la foulée au tournoi de Bol, où elle est tête de série no 8, et battra rapidement Tena Lukas (6-2, 6-2) puis, moins rapidement, Tereza Mrdeza (3-6, 7-6, 6-1). Elle s'arrêtera en huitièmes de finale où elle sera défaite très sèchement par Sara Sorribes Tormo (6-1, 6-0). Elle atteint la 84e place mondiale. 
Présente également dans le tableau principal de Wimbledon, elle se sortira du premier tour en dominant Katie Swan (6-2, 6-4) mais échouera à nouveau face à Barbora Strýcová (3-6, 5-7). 
77e mondiale au début du tournoi de Bucarest, Laura Siegemund est tête de série no 6. Anhelina Kalinina ne lui résiste pas (4-6, 6-3, 6-4), tout comme Lara Arruabarrena (7-5, 6-3) et Irina-Camelia Begu (7-5, 6-2). Cette série de victoires se stoppe quand elle est éliminée par Patricia Maria Țig (3-6, 1-6). En ayant réalisé une meilleure performance qu'en 2018, elle atteint son pic du début de l'année au classement en pointant à la 72e place. 
Le tournoi de Palerme sera plus décevant pour l'Allemande avec une défaite d'entrée face à Jasmine Paolini (1-6, 4-6). Elle retombera à la 80e place à l'issue de la semaine. 
Avant d'entamer la tournée américaine, Laura Siegemund joue à Karlsruhe. Tête de série no 4, elle écarte Dalila Jakupović au premier tour (6-1, 6-2) mais perd face à Paula Badosa Gibert (6-4, 6-1). Elle remonte de deux places. 
Au tournoi de New York, issue des qualifications, elle échoue au premier tour face à Mihaela Buzărnescu (3-6, 6-0, 4-6). 
Présente dans le tableau principal de l'US Open, Laura Siegemund commence bien en battant Magdalena Frech (5-7, 6-3, 6-4). Sofia Kenin stoppera cette lancée en deux sets au tour suivant (6-7, 0-6). Cette série de défaites fait retomber la joueuse à la 90e place.

### 2020. Victoire en double à l'US Open et 1/4 à Roland Garros en simple
Laura Siegemund commence sa saison 2020 au tournoi d'Auckland, où elle bat successivement les Américaines Catherine McNally et Cori Gauff, avant de s'incliner en quart de finale contre la tête de série no 1 et future lauréate de l'épreuve, Serena Williams. À l'Open d'Australie, elle perd au deuxième tour contre la tête de série no 2, la Tchèque Karolína Plíšková. 
Elle joue ensuite les qualifications de la Fed Cup contre l'équipe du Brésil, et remporte ses deux matchs en simple contre Teliana Pereira et Gabriela Cé. Ces victoires contribuent à la victoire de l'Allemagne, qui avance (4-0) en phase finale. Issue des qualifications à l'Open de Doha, elle se hisse au deuxième tour mais s'incline face à la tête de série no 1, Ashleigh Barty. Elle joue ensuite le tournoi WTA 125 Oracle Challenger d'Indian Wells, où elle atteint les quarts de finale, avant d'être battue en trois sets par Vera Zvonareva (1-6, 6-4, 2-6). La saison 2020 est alors interrompue par la pandémie de COVID-19, et Laura Siegemund ne rejoue plus comme de nombreuses joueuses, avant le mois d'août.
Son retour sur le circuit se fait en août 2020 au tournoi de Palerme, où elle est éliminée au deuxième tour par la tête de série no 4 et future finaliste de l'épreuve, l'Estonienne Anett Kontaveit. Elle s'incline également aux deuxièmes tours des tournois de Prague et de Cincinnati, et chute dès le premier tour à l'US Open contre la Belge Elise Mertens.
Mais c'est lors de ce même US Open qu'elle remporte le titre en double, associée pour la toute première fois à la Russe Vera Zvonareva : non tête de série, la paire se hisse en finale, en battant notamment en quart de finale les têtes de série no 2 et tenantes du titre Elise Mertens et Aryna Sabalenka, et s'impose 6-4, 6-4 contre la paire composée de l'Américaine Nicole Melichar et de la Chinoise Xu Yifan.
En simple, elle termine la saison sur une bonne dynamique, en atteignant les quarts de finale à Roland-Garros, battue 3-6, 3-6 par la tête de série no 7 Petra Kvitova. Elle finit la saison 2020 à la 50e place mondiale en simple, et à la 41e place mondiale en double. 

### 2021. Saison écourtée par une blessure au genou, sortie du top 100
Laura Siegemund commence la saison 2021 par deux tournois préparatoires à l'Open d'Australie. À Abu Dhabi, elle chute d'entrée contre la Belge Kirsten Flipkens, puis à Melbourne, elle passe deux tours avant de s'incliner, en huitième de finale, contre la Roumaine Simona Halep. À l'Open d'Australie, au tirage au sort, elle est opposée dès le premier tour à la tête de série no 10 du tournoi, l'Américaine Serena Williams, qui la bat largement 1-6, 1-6. 
Issue des qualifications au tournoi de Doha, elle passe le premier tour avant de chuter contre Victoria Azarenka. À Dubaï, elle perd au premier tour contre la Russe Anastasia Potapova. Au tournoi de Miami, elle passe le premier tour contre l'Américaine Christina McHale, mais doit déclarer forfait avant son deuxième tour contre Victoria Azarenka, en raison d'une blessure au genou. 
Sa saison sur terre battue est sans relief : défaite au deuxième tour à Stuttgart contre Ashleigh Barty, et défaite au deuxième tour à Madrid contre Iga Świątek, elle est lucky loser au tournoi de Rome mais perd dès le premier tour contre Nadia Podoroska. À Roland-Garros, où elle était quart de finaliste en 2020, elle chute dès le premier tour contre la Française Caroline Garcia (3-6, 1-6).
Lors de la saison sur herbe, elle se qualifie en quart de finale du tournoi de Bad Hombourg, chutant contre Kateřina Siniaková (5-7, 4-6). À Wimbledon, elle s'incline dès le premier tour contre la Russe Ekaterina Alexandrova. Puis au tournoi olympique de Tokyo, elle est battue au premier tour par la tête de série no 4 du tournoi, la future médaillée de bronze Elina Svitolina. Elle perd également au premier tour en double, associée à sa compatriote Anna-Lena Friedsam, contre la paire russe composée d'Elena Vesnina et de Veronika Kudermetova.
Blessée au genou, elle déclare forfait pour l'US Open et ne rejoue pas de la saison 2021. Elle termine la saison à la 124e place mondiale en simple. 

### 2022. Trois titres en double
Laura Siegemund fait son retour sur le circuit ITF en s'alignant sur le tournoi de Porto, au Portugal, où elle se hisse en quart de finale. Elle y est battue par la Française Leolia Jeanjean. Au tournoi de Lyon, elle s'incline au deuxième tour contre la Britannique Katie Boulter. En revanche, elle renoue avec succès avec sa partenaire de double Vera Zvonareva : les deux joueuses, qui n'avaient pas rejoué en tant que paire de double depuis Wimbledon, remportent le tournoi de Lyon contre la paire britannique composée d'Alicia Barnett et Olivia Nicholls dont c'est la première apparition en double sur le circuit principal.

### 2023. Finale à Varsovie
Alors 152e mondiale, elle se présente en tournoi de Varsovie fin juillet. Elle écarte d'abord l'invitée locale Maja Chwalinska (6-4, 6-1) puis la Chinoise Zhu Lin (6-4, 6-4), l'Italienne Lucrezia Stefanini (7-6, 5-7, 6-3) ainsi que sa compatriote Tatjana Maria (5-7, 6-3, 6-4) pour jouer sa quatrième finale en carrière. Confronté à la numéro une mondiale Iga Świątek, elle s'incline en ne gagnant qu'un seul jeu (0-6, 1-6).

### 2024. Victoire à Roland-Garros et finale à Hua Hin
Elle triomphe en finale de Roland-Garros en double mixte, gagnant ainsi son deuxième titre du Grand Chelem, avec le joueur français Édouard Roger-Vasselin, 40 ans.
Fin septembre, elle parvient en finale du tournoi de Hua Hin, sortant l'Américaine Claire Liu (6-4, 6-3), la Chinoise Wang Xiyu (7-6, 4-6, 7-6), l'Espagnole Rebeka Masarova (6-3, 6-4) et la surprise qualifiée Néerlandaise Arianne Hartono (6-3, 6-3). Elle affronte Rebecca Šramková, finaliste une semaine plus tôt à Monastir, qui la bat (4-6, 4-6) et s'offre ainsi son premier titre en carrière.

### 2025. 1/4 à Wimbledon en simple
Elle joue début juillet le tournoi de Wimbledon et étonne tous les observateurs en remportant pour la première fois en carrière à 37 ans ses deux premiers matchs sans concéder un seul set contre l'Américaine Peyton Stearns (6-4, 6-2) et la Canadienne Leylah Fernandez, ancienne finaliste de l'US Open (6-2, 6-3). Elle continue d'impressionner contre la sixième joueuse mondiale, Madison Keys, vainqueur de l'Open d'Australie en début d'année (6-3, 6-3), s'octroyant par la même occasion sa première victoire sur une Top 10 sur gazon en carrière. Rencontrant une autre joueuse inattendue à ce niveau, la repêchée Solana Sierra qui vient de remporter ses premiers matchs en Majeur, elle l'écarte avec autorité (6-3, 6-2) pour disputer un deuxième quart de finale en carrière en Grand Chelem. Face à la numéro une Aryna Sabalenka, finaliste des deux premiers Majeurs de la saison, elle livre une belle résistance mais doit s'incliner après presque trois heures de match (6-4, 2-6, 4-6).

## Palmarès

### Titres en simple dames
| No | Date       | Nom et lieu du tournoi               | Catégorie | Dotation  | Surface      | Finaliste           | Score          |          |
| -- | ---------- | ------------------------------------ | --------- | --------- | ------------ | ------------------- | -------------- | -------- |
| 1  | 18-07-2016 | Ericsson Open, Båstad                | Intern'l  | 250 000 $ | Terre (ext.) | Kateřina Siniaková  | 7-5, 6-1       | Parcours |
| 2  | 24-04-2017 | Porsche Tennis Grand Prix, Stuttgart | Premier   | 776 000 $ | Terre (int.) | Kristina Mladenovic | 6-1, 2-6, 7-65 | Parcours |

### Finales en simple dames
| No | Date       | Nom et lieu du tournoi               | Catégorie | Dotation  | Surface      | Vainqueure       | Score    |          |
| -- | ---------- | ------------------------------------ | --------- | --------- | ------------ | ---------------- | -------- | -------- |
| 1  | 18-04-2016 | Porsche Tennis Grand Prix, Stuttgart | Premier   | 759 000 $ | Terre (int.) | Angelique Kerber | 6-4, 6-0 | Parcours |
| 2  | 24-07-2023 | BNP Paribas Poland Open, Varsovie    | WTA 250   | 259 303 $ | Dur (ext.)   | Iga Świątek      | 6-0, 6-1 | Parcours |
| 3  | 16-09-2024 | Thailand Open 2, Hua Hin             | WTA 250   | 267 082 $ | Dur (ext.)   | Rebecca Šramková | 6-4, 6-4 | Parcours |

### Titres en double dames
| No | Date       | Nom et lieu du tournoi                         | Catégorie | Dotation     | Surface      | Partenaire          | Finalistes                           | Score            |          |
| -- | ---------- | ---------------------------------------------- | --------- | ------------ | ------------ | ------------------- | ------------------------------------ | ---------------- | -------- |
| 1  | 08-06-2015 | Topshelf Open Bois-le-Duc                      | Intern'l  | 250 000 $    | Gazon (ext.) | Asia Muhammad       | Jelena Janković A. Pavlyuchenkova    | 6-3, 7-5         | Parcours |
| 2  | 27-07-2015 | Brasil Tennis Cup Florianópolis                | Intern'l  | 250 000 $    | Terre (ext.) | Annika Beck         | María Irigoyen Paula Kania           | 6-3, 7-61        | Parcours |
| 3  | 19-10-2015 | BGL BNP Paribas Open Luxembourg                | Intern'l  | 250 000 $    | Dur (int.)   | Mona Barthel        | Anabel Medina Arantxa Parra Santonja | 6-2, 7-62        | Parcours |
| 4  | 15-10-2018 | VTB Kremlin Cup Moscou                         | Premier   | 790 208 $    | Dur (int.)   | Alexandra Panova    | Darija Jurak Raluca Olaru            | 6-2, 7-62        | Parcours |
| 5  | 16-09-2019 | Guangzhou International Women's Open Guangzhou | Intern'l  | 226 750 $    | Dur (ext.)   | Peng Shuai          | Alexa Guarachi Giuliana Olmos        | 6-2, 6-1         | Parcours |
| 6  | 31-08-2020 | US Open Flushing Meadows                       | G. Chelem | 21 656 000 $ | Dur (ext.)   | Vera Zvonareva      | Nicole Melichar Xu Yifan             | 6-4, 6-4         | Parcours |
| 7  | 28-02-2022 | Open 6e sens Lyon                              | WTA 250   | 239 477 $    | Dur (int.)   | Vera Zvonareva      | Alicia Barnett Olivia Nicholls       | 7-5, 6-1         | Parcours |
| 8  | 22-03-2022 | Miami Open presented by Itaú Miami             | WTA 1000  | 8 369 455 $  | Dur (ext.)   | Vera Zvonareva      | Veronika Kudermetova Elise Mertens   | 7-63, 7-5        | Parcours |
| 9  | 10-10-2022 | Transylvania Open Cluj-Napoca                  | WTA 250   | 251 750 $    | Dur (int.)   | Kirsten Flipkens    | Kamilla Rakhimova Yana Sizikova      | 6-3, 7-5         | Parcours |
| 10 | 09-01-2023 | Tournoi de tennis de Hobart Hobart             | WTA 250   | 259 303 $    | Dur (ext.)   | Kirsten Flipkens    | Viktorija Golubic Panna Udvardy      | 6-4, 7-5         | Parcours |
| 11 | 31-07-2023 | Mubadala Citi DC Open Washington               | WTA 500   | 780 637 $    | Dur (ext.)   | Vera Zvonareva      | Alexa Guarachi Monica Niculescu      | 6-4, 6-4         | Parcours |
| 12 | 25-09-2023 | Ningbo Open Ningbo                             | WTA 250   | 259 303 $    | Dur (ext.)   | Vera Zvonareva      | Guo Hanyu Jiang Xinyu                | 4-6, 6-3, [10-5] | Parcours |
| 13 | 16-10-2023 | Jiangxi Open Nanchang                          | WTA 250   | 259 303 $    | Dur (ext.)   | Vera Zvonareva      | Eri Hozumi Makoto Ninomiya           | 6-4, 6-2         | Parcours |
| 14 | 29-10-2023 | GNP Seguros WTA Finals Cancun Cancún           | Masters   | 9 000 000 $  | Dur (ext.)   | Vera Zvonareva      | Nicole Melichar-Martinez Ellen Perez | 6-4, 6-4         | Parcours |
| 15 | 14-10-2024 | Kinoshita Group Japan Open Osaka               | WTA 250   | 267 082 $    | Dur (ext.)   | Ena Shibahara       | Cristina Bucșa Monica Niculescu      | 3-6, 6-2, [10-2] | Parcours |
| 16 | 16-06-2025 | Lexus Nottingham Open Nottingham               | WTA 250   | 275 094 $    | Gazon (ext.) | Beatriz Haddad Maia | Anna Danilina Ena Shibahara          | 6-3, 6-2         | Parcours |

### Finales en double dames
| No | Date       | Nom et lieu du tournoi              | Catégorie | Dotation    | Surface      | Vainqueures                            | Partenaire               | Score             |          |
| -- | ---------- | ----------------------------------- | --------- | ----------- | ------------ | -------------------------------------- | ------------------------ | ----------------- | -------- |
| 1  | 27-04-2015 | GP Princesse Lalla Meryem Marrakech | Intern'l  | 250 000 $   | Terre (ext.) | Tímea Babos Kristina Mladenovic        | Maryna Zanevska          | 6-1, 7-65         | Parcours |
| 2  | 13-06-2016 | Mallorca Open Calvià                | Intern'l  | 250 000 $   | Gazon (ext.) | Gabriela Dabrowski María José Martínez | Anna-Lena Friedsam       | 6-4, 6-2          | Parcours |
| 3  | 20-08-2018 | Connecticut Open New Haven          | Premier   | 710 900 $   | Dur (ext.)   | Andrea S. Hlaváčková Barbora Strýcová  | Hsieh Su-wei             | 6-4, 67-7, [10-4] | Parcours |
| 4  | 26-09-2022 | Tallinn Open Tallinn                | WTA 250   | 251 750 $   | Dur (int.)   | Lyudmyla Kichenok Nadiia Kichenok      | Nicole Melichar-Martinez | 7-5, 4-6, [10-7]  | Parcours |
| 5  | 08-03-2023 | BNP Paribas Open Indian Wells       | WTA 1000  | 8 800 000 $ | Dur (ext.)   | Barbora Krejčíková Kateřina Siniaková  | Beatriz Haddad Maia      | 6-1, 63-7, [10-7] | Parcours |
| 6  | 28-08-2023 | US Open Flushing Meadows            | G. Chelem | NC          | Dur (ext.)   | Gabriela Dabrowski Erin Routliffe      | Vera Zvonareva           | 7-69, 6-3         | Parcours |
| 7  | 23-04-2024 | Mutua Madrid Open Madrid            | WTA 1000  | 8 770 480 $ | Terre (ext.) | Cristina Bucșa S. Sorribes Tormo       | Barbora Krejčíková       | 6-0, 6-2          | Parcours |
| 8  | 21-10-2024 | Toray Pan Pacific Open Tokyo        | WTA 500   | 922 573 $   | Dur (ext.)   | Shuko Aoyama Eri Hozumi                | Ena Shibahara            | 6-4, 7-63         | Parcours |
| 9  | 06-01-2025 | Adélaïde International Adélaïde     | WTA 500   | 1 064 510 $ | Dur (ext.)   | Guo Hanyu Alexandra Panova             | Beatriz Haddad Maia      | 7-5, 6-4          | Parcours |

### Titres en double mixte
| No | Date       | Nom et lieu du tournoi   | Catégorie | Dotation  | Surface      | Partenaire             | Finalistes                    | Score    |          |
| -- | ---------- | ------------------------ | --------- | --------- | ------------ | ---------------------- | ----------------------------- | -------- | -------- |
| 1  | 31-08-2016 | US Open Flushing Meadows | G. Chelem | 500 000 $ | Dur (ext.)   | Mate Pavić             | Coco Vandeweghe Rajeev Ram    | 6-4, 6-4 | Parcours |
| 2  | 29-05-2024 | Roland-Garros Paris      | G. Chelem | 475 000 € | Terre (ext.) | Édouard Roger-Vasselin | Desirae Krawczyk Neal Skupski | 6-4, 7-5 | Parcours |

## Parcours en Grand Chelem

### En simple dames
| Année | Open d'Australie | Open d'Australie  | Internationaux de France | Internationaux de France | Wimbledon       | Wimbledon             | US Open         | US Open            |
| ----- | ---------------- | ----------------- | ------------------------ | ------------------------ | --------------- | --------------------- | --------------- | ------------------ |
| 2009  | —                | —                 | —                        | —                        | —               | —                     | Q1              | Klára Zakopalová   |
|       |                  |                   |                          |                          |                 |                       |                 |                    |
| 2011  | —                | —                 | Q2                       | Mona Barthel             | Q1              | Mariya Koryttseva     | Q1              | Vitalia Diatchenko |
|       |                  |                   |                          |                          |                 |                       |                 |                    |
| 2013  | —                | —                 | —                        | —                        | —               | —                     | Q2              | Julia Cohen        |
| 2014  | —                | —                 | Q3                       | Timea Bacsinszky         | Q2              | Ana Konjuh            | Q3              | Ksenia Pervak      |
| 2015  | Q3               | Denisa Allertová  | Q2                       | Verónica Cepede Royg     | 1er tour (1/64) | Svetlana Kuznetsova   | 1er tour (1/64) | Petra Kvitová      |
| 2016  | 3e tour (1/16)   | Annika Beck       | 1er tour (1/64)          | Eugenie Bouchard         | 1er tour (1/64) | Madison Keys          | 3e tour (1/16)  | Venus Williams     |
| 2017  | 1er tour (1/64)  | Jelena Janković   | —                        | —                        | —               | —                     | —               | —                  |
| 2018  | —                | —                 | 1er tour (1/64)          | Coco Vandeweghe          | —               | —                     | 1er tour (1/64) | Naomi Osaka        |
| 2019  | 2e tour (1/32)   | Hsieh Su-wei      | 2e tour (1/32)           | Belinda Bencic           | 2e tour (1/32)  | Barbora Strýcová      | 2e tour (1/32)  | Sofia Kenin        |
| 2020  | 2e tour (1/32)   | Karolína Plíšková | 1/4 de finale            | Petra Kvitová            | Annulé          | Annulé                | 1er tour (1/64) | Elise Mertens      |
| 2021  | 1er tour (1/64)  | Serena Williams   | 1er tour (1/64)          | Caroline Garcia          | 1er tour (1/64) | Ekaterina Alexandrova | —               | —                  |
| 2022  | —                | —                 | Q3                       | Cristina Bucșa           | —               | —                     | 1er tour (1/64) | Sorana Cirstea     |
| 2023  | 3e tour (1/16)   | Caroline Garcia   | —                        | —                        | Q3              | Yanina Wickmayer      | 1er tour (1/64) | Coco Gauff         |
| 2024  | 2e tour (1/32)   | Storm Hunter      | 1er tour (1/64)          | Sofia Kenin              | 2e tour (1/32)  | Elena Rybakina        | 1er tour (1/64) | Maya Joint         |
| 2025  | 3e tour (1/16)   | A. Pavlyuchenkova | 1er tour (1/64)          | Anna Bondár              | 1/4 de finale   | Aryna Sabalenka       |                 |                    |

N.B. : à droite du résultat se trouve le nom de l'ultime adversaire.

### En double dames
| Année | Open d'Australie                                                                           | Open d'Australie                                                                     | Internationaux de France                                                                  | Internationaux de France                                                               | Wimbledon                      | Wimbledon          | US Open                    | US Open                    |
| ----- | ------------------------------------------------------------------------------------------ | ------------------------------------------------------------------------------------ | ----------------------------------------------------------------------------------------- | -------------------------------------------------------------------------------------- | ------------------------------ | ------------------ | -------------------------- | -------------------------- |
| 2015  | —                                                                                          | —                                                                                    | —                                                                                         | —                                                                                      | —                              | —                  | 2e tour (1/16) M. Barthel  | Chan H.-c. Chan Y.-j.      |
| 2016  | 1er tour (1/32) M. Barthel                                                                 | M. Lučić B. Strýcová                                                                 | 3e tour (1/8) A.-L. Friedsam                                                              | C. Garcia K. Mladenovic                                                                | 1er tour (1/32) A.-L. Friedsam | M. Hingis S. Mirza | 1er tour (1/32) M. Barthel | E. Makarova E. Vesnina     |
| 2017  | 2e tour (1/16) D. Kovinić                                                                  | Vania King Y. Shvedova                                                               | —                                                                                         | —                                                                                      | —                              | —                  | —                          | —                          |
| 2018  | —                                                                                          | —                                                                                    | —                                                                                         | —                                                                                      | —                              | —                  | 3e tour (1/8) L. Kichenok  | B. Krejčíková K. Siniaková |
| 2019  | 1er tour (1/32) A. Panova \|\| style="text-align:left;" \| M. Gasparyan D. Gavrilova       | 3e tour (1/8) A.-L. Friedsam \|\| style="text-align:left;" \| T. Babos K. Mladenovic | 3e tour (1/8) A.-L. Friedsam \|\| style="text-align:left;" \| B. Krejčíková K. Siniaková  | 1/8 de finale A.-L. Friedsam \|\| style="text-align:left;" \| G. Dabrowski Xu Y.       |                                |                    |                            |                            |
| 2020  | 1er tour (1/32) A.-L. Friedsam \|\| style="text-align:left;" \| B. Krejčíková K. Siniaková | 2e tour (1/16) V. Zvonareva \|\| style="text-align:left;" \| N. Melichar I. Świątek  | Annulé                                                                                    | Annulé                                                                                 | Victoire V. Zvonareva          | N. Melichar Xu Y.  |                            |                            |
| 2021  | 1/8 de finale V. Zvonareva \|\| style="text-align:left;" \| E. Mertens A. Sabalenka        | 1/8 de finale L. Hradecká \|\| style="text-align:left;" \| M. Linette B. Pera        | 1/8 de finale V. Zvonareva \|\| style="text-align:left;" \| S. Aoyama E. Shibahara        | —                                                                                      | —                              |                    |                            |                            |
| 2022  | —                                                                                          | —                                                                                    | 1er tour (1/32) E. Alexandrova \|\| style="text-align:left;" \| C. Garcia K. Mladenovic   | —                                                                                      | —                              | —                  | —                          |                            |
| 2023  | 1er tour (1/32) K. Flipkens \|\| style="text-align:left;" \| A. Potapova Y. Sizikova       | 1er tour (1/32) V. Zvonareva \|\| style="text-align:left;" \| C. Gauff J. Pegula     | 1/4 de finale V. Zvonareva \|\| style="text-align:left;" \| M. Bouzková S. Sorribes Tormo | Finale V. Zvonareva                                                                    | G. Dabrowski E. Routliffe      |                    |                            |                            |
| 2024  | 1/4 de finale B. Krejčíková \|\| style="text-align:left;" \| S. Hunter K. Siniaková        | 1/8 de finale B. Krejčíková \|\| style="text-align:left;" \| G. Olmos A. Panova      | 1/4 de finale B. Krejčíková \|\| style="text-align:left;" \| G. Dabrowski E. Routliffe    | 1/8 de finale B. Haddad Maia \|\| style="text-align:left;" \| L. Kichenok J. Ostapenko |                                |                    |                            |                            |
| 2025  | 1/8 de finale B. Haddad Maia \|\| style="text-align:left;" \| G. Dabrowski E. Routliffe    | 1/8 de finale B. Haddad Maia \|\| style="text-align:left;" \| S. Errani J. Paolini   | 1/8 de finale B. Haddad Maia \|\| Forfait                                                 |                                                                                        |                                |                    |                            |                            |

N.B. : le nom de la partenaire se trouve sous le résultat ; les noms des ultimes adversaires se trouvent à droite.

### En double mixte
| Année | Open d'Australie                                                                       | Open d'Australie                                                           | Internationaux de France                                                             | Internationaux de France                                                           | Wimbledon                                                                     | Wimbledon                                                                        | US Open                    | US Open               |
| ----- | -------------------------------------------------------------------------------------- | -------------------------------------------------------------------------- | ------------------------------------------------------------------------------------ | ---------------------------------------------------------------------------------- | ----------------------------------------------------------------------------- | -------------------------------------------------------------------------------- | -------------------------- | --------------------- |
| 2016  | —                                                                                      | —                                                                          | —                                                                                    | —                                                                                  | 2e tour (1/16) A. Sitak                                                       | M. Hingis L. Paes                                                                | Victoire M. Pavić          | C. Vandeweghe R. Ram  |
| 2017  | 1er tour (1/16) M. Pavić                                                               | S. Mirza I. Dodig                                                          | —                                                                                    | —                                                                                  | —                                                                             | —                                                                                | —                          | —                     |
| 2018  | —                                                                                      | —                                                                          | —                                                                                    | —                                                                                  | —                                                                             | —                                                                                | 1er tour (1/16) R. Bopanna | K. Srebotnik M. Venus |
| 2019  | —                                                                                      | —                                                                          | —                                                                                    | —                                                                                  | 1/4 de finale A. Sitak \|\| style="text-align:left;" \| K. Peschke W. Koolhof | 1er tour (1/16) A. Mies \|\| style="text-align:left;" \| Duan Y.-Y. M. Demoliner |                            |                       |
| 2020  | —                                                                                      | —                                                                          | Annulé                                                                               | Annulé                                                                             | Annulé                                                                        | Annulé                                                                           | Annulé                     | Annulé                |
| 2021  | 1er tour (1/16) K. Krawietz \|\| style="text-align:left;" \| E. Shibahara B. McLachlan | 1er tour (1/8) S. Gillé \|\| style="text-align:left;" \| D. Jurak R. Farah | —                                                                                    | —                                                                                  | —                                                                             | —                                                                                |                            |                       |
| 2022  | —                                                                                      | —                                                                          | 1er tour (1/16) S. González \|\| style="text-align:left;" \| S. Mirza I. Dodig       | —                                                                                  | —                                                                             | 1er tour (1/16) J. Murray \|\| style="text-align:left;" \| E. Perez M. Venus     |                            |                       |
| 2023  | —                                                                                      | —                                                                          | —                                                                                    | —                                                                                  | 1er tour (1/16) H. Nys \|\| style="text-align:left;" \| E. Perez M. Ebden     | 1er tour (1/16) S. Gillé \|\| style="text-align:left;" \| J. Pegula A. Krajicek  |                            |                       |
| 2024  | 1/4 de finale S. Gillé \|\| style="text-align:left;" \| J. Fourlis A. Harris           | Victoire É. Roger-Vasselin                                                 | D. Krawczyk N. Skupski                                                               | 1er tour (1/16) A. Krajicek \|\| style="text-align:left;" \| A. Panova K. Krawietz | —                                                                             | —                                                                                |                            |                       |
| 2025  | —                                                                                      | —                                                                          | 1/4 de finale É. Roger-Vasselin \|\| style="text-align:left;" \| T. Townsend E. King | —                                                                                  | —                                                                             | —                                                                                | —                          |                       |

N.B. : le nom du partenaire se trouve sous le résultat ; les noms des ultimes adversaires se trouvent à droite.

## Parcours en «Premier» et WTA 1000
Les tournois WTA « Premier Mandatory » et « Premier 5 » (entre 2009 et 2020) et WTA 1000 (à partir de 2021) constituent les catégories d'épreuves les plus prestigieuses, après les quatre levées du Grand Chelem. 

De 2009 à 2023, les tournois Premier Mandatory (dits tournois WTA 1000 obligatoires entre 2021 et 2023) regroupent Indian Wells, Miami, Madrid et Pékin, les autres constituant les tournois Premier 5 (tournois WTA 1000 non-obligatoires). À partir de 2024, le nombre de tournois WTA 1000 passe à 10 par saison (fin de l’alternance Doha / Dubaï), ces derniers devenant tous obligatoires et offrant tous 1000 points à la vainqueure (contre 900 points précédemment pour les tournois Premier 5).

### En simple dames
| Année |       |                         |                             |                                |                             |                              |                              |                        |                             |                                  |  |                             |
| Doha  | Dubaï | Indian Wells            | Miami                       | Madrid                         | Rome                        | Canada                       | Cincinnati                   | Pékin                  |                             | Wuhan                            |  |                             |
| Doha  | Dubaï | Indian Wells            | Miami                       | Madrid                         | Rome                        | Canada                       | Cincinnati                   | Pékin                  | Guadalajara                 |                                  |  |                             |
| Doha  | Dubaï | Indian Wells            | Miami                       | Madrid                         | Rome                        | Canada                       | Cincinnati                   | Pékin                  |                             |                                  |  |                             |
| 2016  |       |                         | WTA 500                     | 2e tour (1/32) S. Williams     |                             | 3e tour (1/8) S. Cîrstea     |                              |                        |                             | 1er tour (1/32) B. Strýcová      |  | 2e tour (1/16) D. Cibulková |
| 2017  |       | WTA 500                 | 2e tour (1/16) C. Bellis    | 1er tour (1/64) Y. Wickmayer   | 1er tour (1/64) Duan Y-Y.   | 2e tour (1/16) C. Vandeweghe | 2e tour (1/16) S. Halep      |                        |                             |                                  |  |                             |
| 2018  |       |                         | WTA 500                     |                                |                             |                              | 1er tour (1/32) E. Vesnina   |                        |                             | 2e tour (1/16) A. Kontaveit      |  |                             |
| 2019  |       | WTA 500                 |                             | 1er tour (1/64) M. Vondroušová | 1er tour (1/64) R. Peterson |                              |                              |                        |                             |                                  |  |                             |
| 2020  |       | 2e tour (1/16) A. Barty | WTA 500                     | Annulé                         | Annulé                      | Annulé                       |                              | Annulé                 | 2e tour (1/16) V. Zvonareva | Annulé                           |  | Annulé                      |
| 2021  |       | WTA 500                 | 1er tour (1/32) A. Potapova |                                | 2e tour (1/32) Forfait      | 2e tour (1/16) I. Świątek    | 1er tour (1/32) N. Podoroska |                        |                             | Annulé                           |  | Annulé                      |
| 2022  |       |                         | WTA 500                     |                                | 1er tour (1/64) M. Bouzková |                              |                              |                        |                             | Hors calendrier                  |  |                             |
| 2023  |       | WTA 500                 | 1er tour (1/32) A. Bogdan   | 1er tour (1/64) M. Brengle     | 2e tour (1/32) P. Badosa    | 2e tour (1/32) P. Martić     |                              |                        |                             |                                  |  |                             |
| 2024  |       |                         |                             |                                | 2e tour (1/32) J. Ostapenko | 1er tour (1/64) D. Vekić     | 2e tour (1/32) D. Yastremska |                        |                             | 1er tour (1/64) Y. Starodubtseva |  |                             |
| 2025  |       |                         |                             |                                |                             |                              | 3e tour (1/16) Forfait       | 2e tour (1/32) M. Keys | 1er tour (1/64) A. Potapova |                                  |  |                             |

Sous le résultat, l’ultime adversaire.
1. 1 2   Les tournois de Doha et Dubaï alternent le statut de tournoi WTA 1000 (ex Premier 5) entre 2009 et 2023 : les trois premières éditions ont lieu à Dubaï, les trois suivantes à Doha, puis Dubaï accueille le tournoi de cette catégorie les années impaires et Dubaï les années paires. De 2011 à 2023, la ville qui n’accueille pas de WTA 1000 organise à la place un tournoi WTA 500 (ex Premier).
2. 1 2 3 4 5 6 7   L’ordre de déroulement des tournois a évolué depuis 2009 : Rome se dispute avant Madrid et Cincinnati avant Montréal/Toronto jusqu’en 2010, tandis que Tokyo (2009-2013)-Wuhan (2014-2019, 2024-)-Guadalajara (2022-2023) ont lieu avant Pékin jusqu’en 2023.
3. 1 2 3 4 5 6 7 8  Du fait de la pandémie de Covid-19, les tournois d’Indian Wells, de Miami, de Madrid, du Canada, de Wuhan et de Pékin sont annulés en 2020. Ces deux derniers le sont également en 2021. Pour des raisons d’organisation, le tournoi de Cincinnati 2020 a exceptionnellement lieu à Flushing Meadows à New York.
4. ↑  Le 1er décembre 2021, le président de la WTA, Steve Simon, annonce que tous les tournois prévus en Chine et à Hong Kong sont suspendus à partir de 2022, en raison de préoccupations concernant la sécurité et le bien-être de la joueuse de tennis chinoise Peng Shuai après ses allégations de relations sexuelles non-consenties avec Zhang Gaoli, membre de haut rang du Parti communiste chinois. Le tournoi de Pékin revient en 2023. Le tournoi de Guadalajara remplace celui de Wuhan pendant deux ans, ce dernier réapparaissant en 2024.

## Parcours aux Jeux olympiques

### En simple dames
| # | Date       | Nom de l'olympiade          | Surface             | Résultat        | Ultime adversaire | Score         |          |
| - | ---------- | --------------------------- | ------------------- | --------------- | ----------------- | ------------- | -------- |
| 1 | 06/08/2016 | Olympic Tennis Event Brésil | Dur (ext.)          | 1/4 de finale   | Mónica Puig       | 6-1, 6-1      | Parcours |
| 2 | 31/07/2021 | Olympic Tennis Event Tokyo  | Dur (ext.)          | 1er tour (1/32) | Elina Svitolina   | 6-3, 5-7, 6-4 | Parcours |
| 3 | 27/07/2024 | Olympic Tennis Event Paris  | Terre battue (ext.) | 1er tour (1/32) | Danielle Collins  | 6-3, 2-0 ab.  | Parcours |

### En double dames
| # | Date       | Nom de l'olympiade          | Surface             | Résultat        | Partenaire          | Ultimes adversaires                 | Score    |          |
| - | ---------- | --------------------------- | ------------------- | --------------- | ------------------- | ----------------------------------- | -------- | -------- |
| 1 | 06/08/2016 | Olympic Tennis Event Brésil | Dur (ext.)          | 1er tour (1/16) | Anna-Lena Grönefeld | Daria Kasatkina Svetlana Kuznetsova | 6-1, 6-4 | Parcours |
| 2 | 31/07/2021 | Olympic Tennis Event Tokyo  | Dur (ext.)          | 1er tour (1/16) | Anna-Lena Friedsam  | Elena Vesnina Veronika Kudermetova  | 6-2, 7-5 | Parcours |
| 3 | 27/07/2024 | Olympic Tennis Event Paris  | Terre battue (ext.) | 1er tour (1/16) | Angelique Kerber    | Katie Boulter Heather Watson        | 6-2, 6-3 | Parcours |

### En double mixte
| # | Date       | Nom de l'olympiade         | Surface             | Résultat       | Partenaire       | Ultimes adversaires             | Score    |          |
| - | ---------- | -------------------------- | ------------------- | -------------- | ---------------- | ------------------------------- | -------- | -------- |
| 1 | 31/07/2021 | Olympic Tennis Event Tokyo | Dur (ext.)          | 1/4 de finale  | Kevin Krawietz   | Nina Stojanović Novak Djokovic  | 6-1, 6-2 | Parcours |
| 2 | 27/07/2024 | Olympic Tennis Event Paris | Terre battue (ext.) | 1er tour (1/8) | Alexander Zverev | Kateřina Siniaková Tomáš Macháč | 6-4, 7-5 | Parcours |

## Parcours en Fed Cup
| #                                                                 | Date       | Lieu      | Surface      | Gagnante(s)                         | Perdante(s)                     | Score            |          |
|                                                                   |            |           |              |                                     |                                 |                  |          |
| 2017 - 1er tour (groupe mondial) - États-Unis - Allemagne : 4 - 0 |            |           |              |                                     |                                 |                  |          |
| 1                                                                 | 11/02/2017 | Maui      | Dur (ext.)   | Bethanie Mattek-Sands Shelby Rogers | Laura Siegemund Carina Witthöft | 4-1 ab.          | Parcours |
|                                                                   |            |           |              |                                     |                                 |                  |          |
| 2017 - Barrage (groupe mondial I) - Allemagne - Ukraine - 3 : 2   |            |           |              |                                     |                                 |                  |          |
| 2                                                                 | 22/04/2017 | Stuttgart | Terre (int.) | Nadiia Kichenok Olga Savchuk        | Laura Siegemund Carina Witthöft | 6-4, 4-6, [10-6] | Parcours |

## Records et statistiques

### Victoires sur le top 10
Toutes ses victoires sur des joueuses classées dans le top 10 de la WTA lors de la rencontre.
| Légende            |
| Grand Chelem       |
| Jeux olympiques    |
| Masters            |
| Premier / WTA 1000 |
| WTA 500            |
| Intern'l / WTA 250 |
| Fed Cup            |

|    |        |  | Tournoi          | Année | Surface             |                     | Adversaire          | Rang  | Tour           | Score             | Tableau |
| -- | ------ |  | ---------------- | ----- | ------------------- | ------------------- | ------------------- | ----- | -------------- | ----------------- | ------- |
| 1  | no 101 |  | Luxembourg       | 2015  | Dur (int.)          |                     | Timea Bacsinszky    | no 10 | 1/16           | 4-6, 6-4, 0-0 ab. | Tableau |
| 2  | no 71  |  | Stuttgart        | 2016  | Terre battue (int.) |                     | Simona Halep        | no 6  | 1/8            | 6-1, 6-2          | Tableau |
| 3  | no 71  |  | Stuttgart        | 2016  | Terre battue (int.) | Roberta Vinci       | no 8                | 1/4   | 6-1, 6-4       |                   | Tableau |
| 4  | no 71  |  | Stuttgart        | 2016  | Terre battue (int.) | Agnieszka Radwańska | no 2                | 1/2   | 6-4, 6-2       |                   | Tableau |
| 5  | no 37  |  | Charleston       | 2017  | Terre battue        |                     | Venus Williams      | no 10 | 1/16           | 6-4, 63-7, 7-5    | Tableau |
| 6  | no 49  |  | Stuttgart        | 2017  | Terre battue (int.) |                     | Svetlana Kuznetsova | no 9  | 1/8            | 6-4, 6-3          | Tableau |
| 7  | no 49  |  | Stuttgart        | 2017  | Terre battue (int.) | Karolína Plíšková   | no 3                | 1/4   | 7-63, 5-7, 6-3 |                   | Tableau |
| 8  | no 49  |  | Stuttgart        | 2017  | Terre battue (int.) | Simona Halep        | no 5                | 1/2   | 6-4, 7-5       |                   | Tableau |
| 9  | no 30  |  | Madrid           | 2017  | Terre battue        |                     | Johanna Konta       | no 6  | 1/32           | 3-6, 7-5, 6-4     | Tableau |
| 10 | no 231 |  | Stuttgart        | 2022  | Terre battue (int.) |                     | Maria Sakkari       | no 5  | 1/8            | 6-4, 3-1 ab.      | Tableau |
| 11 | no 97  |  | Open d'Australie | 2025  | Dur                 |                     | Zheng Qinwen        | no 5  | 1/32           | 7-63, 6-3         | Tableau |
| 12 | no 104 |  | Wimbledon        | 2025  | Gazon               |                     | Madison Keys        | no 8  | 1/16           | 6-3, 6-3          | Tableau |

## Classements WTA en fin de saison
| Année          | 2002 | 2003 | 2004 | 2005 | 2006 | 2007 | 2008 | 2009 | 2010 | 2011 | 2012 | 2013 | 2014 | 2015 | 2016 | 2017 | 2018 | 2019 | 2020 | 2021 | 2022 | 2023 | 2024 |
| Rang en simple | 1235 | 601  | 847  | 353  | 367  | 319  | 307  | 227  | 225  | 243  | 383  | 235  | 161  | 90   | 31   | 69   | 117  | 73   | 50   | 124  | 169  | 86   | 84   |
| Rang en double | –    | –    | –    | 432  | 206  | 372  | 211  | 152  | 179  | 289  | 1083 | 488  | 232  | 44   | 86   | 128  | 80   | 82   | 41   | 58   | 27   | 5    | 21   |

Source : (en) Classements de Laura Siegemund sur le site officiel de la Fédération internationale de tennis